# The Winchesters
The Winchesters es una serie de televisión de drama de fantasía oscura estadounidense desarrollada por Robbie Thompson y es una serie derivada de Supernatural. La serie se estrenó a través de The CW el 10 de octubre de 2022. En mayo de 2023, la serie fue cancelada tras una temporada.

## Sinopsis
Ambientada en la década de 1970, Dean Winchester narra la historia de cómo sus padres, John Winchester y Mary Campbell, se conocieron y se enamoraron, lucharon juntos contra monstruos mientras buscaban a sus padres desaparecidos.

## Reparto

### Principales
- Drake Rodger como John Winchester
- Meg Donnelly como Mary Campbell
- Jojo Fleites como Carlos Cervantez
- Nida Khurshid como Latika Dar
- Demetria McKinney como Ada Monroe
- Bianca Kajlich como Millie Winchester

### Secundarios
- Jensen Ackles como Dean Winchester, el hijo mayor de John y Mary (narrador)[2]
- Gil McKinney como Henry Winchester, el padre de John
- Tom Welling como Samuel Campbell, el padre de Mary[3]
- Bridget Regan como Rockin 'Roxy[4]

### Invitados
- Rob Benedict como Tango
- Richard Speight Jr. como Loki
- Ruth Connell como Rowena MacLeod
- Jim Beaver como Bobby Singer
- Alexander Calvert como Jack Kline

## Producción

### Desarrollo
El 24 de junio de 2021, se informó que The CW estaba desarrollando una serie precuela de Supernatural, titulada The Winchesters que se centra en los padres de Sam y Dean, John y Mary. La serie es producida por Jensen Ackles, su esposa Danneel Ackles (quien interpretó a Anael en la serie) y el escritor de Supernatural Robbie Thompson. Ackles también repite su papel de Dean Winchester como narrador. El 3 de febrero de 2022, The CW confirmó el pedido de un piloto para la serie, dirigido por Glen Winter.
El 21 de marzo de 2022, se anunció que Meg Donnelly y Drake Rodger fueron elegidos como Mary y John. El 12 de mayo de 2022, se anunció que The CW ordenó la serie. En agosto de 2022, se confirmó que Ackles retomaría su papel de Dean en una aparición física en el primer episodio. La serie se estrenó el 11 de octubre de 2022. El 11 de mayo de 2023, The CW canceló la serie tras una temporada.

### Rodaje
La filmación del episodio piloto comenzó en abril de 2022 en Nueva Orleans. La fotografía principal del resto de la serie comenzó en Nueva Orleans el 25 de julio de 2022 y concluyó el 15 de diciembre de 2022.

## Episodios
| N.º | Título                              | Dirigido por         | Escrito por                               | Fecha de emisión original | Código de prod. | Audiencia (millones) |
| --- | ----------------------------------- | -------------------- | ----------------------------------------- | ------------------------- | --------------- | -------------------- |
| 1   | «Pilot»                             | Glen Winter          | Robbie Thompson                           | 11 de octubre de 2022     | T15.10162       | 0.78                 |
| 2   | «Teach Your Children Well»          | John F. Showalter    | Robbie Thompson y David H. Goodman        | 18 de octubre de 2022     | T13.24102       | 0.46                 |
| 3   | «You're Lost Little Girl»           | Claudia Yarmy        | Gabriel Alejandro Garza                   | 25 de octubre de 2022     | T13.24103       | 0.55                 |
| 4   | «Masters of War»                    | John T. Kretchmer    | Julia Cooperman                           | 1 de noviembre de 2022    | T13.24104       | 0.57                 |
| 5   | «Legend of a Mind»                  | Lisa Soper           | Sehaj Sethi                               | 15 de noviembre de 2022   | T13.24105       | 0.46                 |
| 6   | «Art of Dying»                      | Geary McLeod         | Jess Kardos                               | 22 de noviembre de 2022   | T13.24106       | 0.50                 |
| 7   | «Reflections»                       | Richard Speight, Jr. | David H. Goodman y Robbie Thompson        | 6 de diciembre de 2022    | T13.24107       | 0.41                 |
| 8   | «Hang on to Your Life»              | Amyn Kaderali        | Nic Chatree Sridej                        | 24 de enero de 2023       | T13.24108       | 0.37                 |
| 9   | «Cast Your Fate to the Wind»        | Kristin Windell      | Rachel Lynett                             | 31 de enero de 2023       | T13.24109       | 0.35                 |
| 10  | «Suspicious Minds»                  | Andi Armaganian      | Gabriel Alejandro Garza y Julia Cooperman | 7 de febrero de 2023      | T13.24110       | 0.29                 |
| 11  | «You've Got a Friend»               | Lisa Soper           | Nicole Desperito                          | 21 de febrero de 2023     | T13.24111       | 0.36                 |
| 12  | «The Tears of a Clown»              | Menhaj Huda          | David H. Goodman                          | 28 de febrero de 2023     | T13.24112       | 0.49                 |
| 13  | «Hey, That's No Way to Say Goodbye» | John Showalter       | Robbie Thompson                           | 7 de marzo de 2023        | T13.24113       | 0.44                 |